# Allan McGregor
Pour les articles homonymes, voir McGregor.
Allan James McGregor, né le 31 janvier 1982 à Édimbourg, est un footballeur international écossais qui évolue au poste de gardien de but.
Formé au Rangers FC à partir de 1998, il est d'abord prêté à St Johnstone en 2004-2005, puis à Dunfermline en 2005-2006 avant de s'imposer comme titulaire dans les buts des Gers. En 2012, à la suite de la relégation administrative du club, il tente l'expérience au Besiktas en première division turque, où il ne joue qu'une saison. Il s'engage en 2013 avec le club anglais de Hull City, avec lequel il est titulaire jusqu'en 2018, avec un passage en prêt à Cardiff City en 2017. À la suite de son passage en Angleterre, il revient en 2018 dans son club formateur, de retour sur le devant de la scène en Scottish Premiership.
Il dispute par ailleurs 42 rencontres avec la sélection écossaise entre 2007 et 2018.

## Carrière en club

### Débuts et premiers titres avec les Rangers (1998-2012)
Formé au club, McGregor ne dispute que 6 rencontres en équipe A entre 2001 et 2004, il est alors prêté à St Johnstone en 2004-2005, puis à Dunfermline en 2005-2006 pour obtenir du temps de jeu et s'aguerrir.
Aux Rangers, il est le premier choix au poste de gardien de but à partir de la saison 2006-2007, lors de laquelle il s'impose face au vieillissant gardien allemand Stefan Klos. Après de belles prestations en Championnat et en Ligue des champions, il est international écossais depuis 2007.

### Expérience mitigée en Turquie (2012-2013)
Fin juillet 2012, il signe en faveur du club de première division turque Besiktas JK.
Son unique saison en Süperlig est marquée par des performances décevantes, les médias turcs vont jusqu'à le décrire comme le "pire gardien de Besiktas de des 20 dernières années". Son club se classe pourtant à la troisième place.

### Rebond à Hull City (2013-2018)
Le 2 juillet 2013, il retourne en Grande-Bretagne en s'engageant pour 3 ans en faveur de Hull City. Le montant du transfert est de 1,5 million de Livres.
En janvier 2017, il est prêté à Cardiff City jusqu'à la fin de saison, sans option d'achat.
Il dispute la saison 2017-2018 en intégralité avec Hull et est nommé meilleur joueur du club de cette saison.

### Retour chez les Rangers (2018-2023)
En mai 2018, McGregor fait son retour dans son club formateur en signant un contrat de deux saisons.
Après deux secondes places en 2019 et 2020, les Rangers décrochent le titre de champion en 2021, le quatrième sacre pour McGregor et le 55e pour le club, un record.

## Parcours en sélection
Il honore sa première sélection face à l'Autriche le 30 mai 2007, à l'occasion d'une victoire 1-0.
Le 11 mars 2019, McGregor annonce qu'il prend sa retraite internationale.
Il totalise 42 sélections, pour 16 clean sheets réalisées.

## Statistiques
| Saison                | Club                        | Championnat             | Championnat | Championnat | Coupe nationale | Coupe nationale | Coupe de la Ligue | Coupe de la Ligue | Compétition(s) continentale(s) | Compétition(s) continentale(s) | Compétition(s) continentale(s) | Écosse | Écosse | Total | Total |
| Saison                | Club                        | Division                | M.          | B.          | M.              | B.              | M.                | B.                | Comp.                          | M.                             | B.                             | M.     | B.     | M.    | B.    |
| 2001-2002             | Rangers FC                  | Scottish Premier League | -           | -           | -               | -               | -                 | -                 | C3                             | -                              | -                              | -      | -      | 0     | 0     |
| 2002-2003             | Rangers FC                  | Scottish Premier League | -           | -           | -               | -               | -                 | -                 | C3                             | -                              | -                              | -      | -      | 0     | 0     |
| 2003-2004             | Rangers FC                  | Scottish Premier League | 3           | 0           | -               | -               | -                 | -                 | C1                             | -                              | -                              | -      | -      | 3     | 0     |
| 2004-2005             | Rangers FC                  | Scottish Premier League | 2           | 0           | -               | -               | -                 | -                 | -                              | -                              | -                              | -      | -      | 2     | 0     |
| 2004-2005             | St Johnstone FC (prêt)      | SFL First Division      | 20          | 0           | 4               | 0               | 1                 | 0                 | -                              | -                              | -                              | -      | -      | 25    | 0     |
| 2005-2006             | Dunfermline Athletic (prêt) | Scottish Premier League | 26          | 0           | -               | -               | -                 | -                 | -                              | -                              | -                              | -      | -      | 26    | 0     |
| 2006-2007             | Rangers FC                  | Scottish Premier League | 26          | 0           | -               | -               | -                 | -                 | C3                             | 8                              | 0                              | 1      | 0      | 35    | 0     |
| 2007-2008             | Rangers FC                  | Scottish Premier League | 31          | 0           | -               | -               | -                 | -                 | C1+C3                          | 10+6                           | 0+0                            | -      | -      | 47    | 0     |
| 2008-2009             | Rangers FC                  | Scottish Premier League | 27          | 0           | 1               | 0               | 1                 | 0                 | C1                             | 2                              | 0                              | 3      | 0      | 34    | 0     |
| 2009-2010             | Rangers FC                  | Scottish Premier League | 34          | 0           | 6               | 0               | -                 | -                 | C1                             | 6                              | 0                              | -      | -      | 46    | 0     |
| 2010-2011             | Rangers FC                  | Scottish Premier League | 37          | 0           | 3               | 0               | 1                 | 0                 | C1+C3                          | 6+2                            | 0+0                            | 9      | 0      | 58    | 0     |
| 2011-2012             | Rangers FC                  | Scottish Premier League | 37          | 0           | 2               | 0               | -                 | -                 | C1+C3                          | 2+2                            | 0+0                            | 8      | 0      | 51    | 0     |
| Sous-total            | Sous-total                  | Sous-total              | 243         | 0           | 16              | 0               | 3                 | 0                 | -                              | 44                             | 0                              | 21     | 0      | 327   | 0     |
| 2012-2013             | Besiktas                    | Süperlig                | 26          | 0           | -               | -               | -                 | -                 | -                              | -                              | -                              | 8      | 0      | 34    | 0     |
| Sous-total            | Sous-total                  | Sous-total              | 26          | 0           | -               | -               | -                 | -                 | -                              | -                              | -                              | 8      | 0      | 34    | 0     |
| 2013-2014             | Hull City                   | Premier League          | 26          | 0           | 3               | 0               | -                 | -                 | -                              | -                              | -                              | 3      | 0      | 32    | 0     |
| 2014-2015             | Hull City                   | Premier League          | 26          | 0           | -               | -               | -                 | -                 | C3                             | 4                              | 0                              | 1      | 0      | 31    | 0     |
| 2015-2016             | Hull City                   | Championship            | 44          | 0           | -               | -               | -                 | -                 | -                              | -                              | -                              | 2      | 0      | 46    | 0     |
| 2016-2017             | Cardiff City (prêt)         | Championship            | 19          | 0           | -               | -               | -                 | -                 | -                              | -                              | -                              | 1      | 0      | 20    | 0     |
| 2017-2018             | Hull City                   | Championship            | 44          | 0           | -               | -               | -                 | -                 | -                              | -                              | -                              | 2      | 0      | 46    | 0     |
| Sous-total            | Sous-total                  | Sous-total              | 159         | 0           | 3               | 0               | -                 | -                 | -                              | 4                              | 0                              | 9      | 0      | 175   | 0     |
| 2018-2019             | Rangers FC                  | Scottish Premiership    | 34          | 0           | 4               | 0               | 1                 | 0                 | C3                             | 13                             | 0                              | 4      | 0      | 56    | 0     |
| 2019-2020             | Rangers FC                  | Scottish Premiership    | 27          | 0           | 2               | 0               | 3                 | 0                 | C3                             | 17                             | 0                              | -      | -      | 49    | 0     |
| 2020-2021             | Rangers FC                  | Scottish Premiership    | 27          | 0           | 2               | 0               | 1                 | 0                 | C3                             | 12                             | 0                              | -      | -      | 42    | 0     |
| 2021-2022             | Rangers FC                  | Scottish Premiership    | 29          | 0           | 1               | 0               | 1                 | 0                 | C1+C3                          | 2+15                           | 0+0                            | -      | -      | 48    | 0     |
| 2022-2023             | Rangers FC                  | Scottish Premiership    | 24          | 0           | 4               | 0               | 3                 | 0                 | C1                             | 5                              | 0                              | -      | -      | 36    | 0     |
| Sous-total            | Sous-total                  | Sous-total              | 141         | 0           | 13              | 0               | 9                 | 0                 | -                              | 64                             | 0                              | 4      | 0      | 231   | 0     |
| Total sur la carrière | Total sur la carrière       | Total sur la carrière   | 569         | 0           | 32              | 0               | 12                | 0                 | -                              | 112                            | 0                              | 42     | 0      | 767   | 0     |

## Palmarès

### Titres collectifs
Rangers FC :
- Champion d'Écosse en 2009, 2010, 2011 et 2021
- Finaliste de la Ligue Europa en 2008 et 2022
- Vice-champion d'Écosse en 2019, 2020 et 2023
- Vainqueur de la Coupe de la Ligue en 2008
- Finaliste de la Coupe de la Ligue en 2019 et 2023
- Vainqueur de la Coupe d'Écosse en 2022

 Hull City :
- Finaliste de la Coupe d'Angleterre en 2014

### Distinctions personnelles
Rangers FC :
- Membre de l'équipe-type de Scottish Premiership en 2009, 2010, 2011, 2019 et 2021
- Joueur du mois de Scottish Premiership en septembre 2006 et avril 2011

 Hull City :
- Joueur de l'année en 2018[6]